# 真言宗山階派
真言宗山階派（しんごんしゅうやましなは）は、日本における真言系仏教宗派のひとつで、古義真言宗に属する。大本山は勧修寺（かじゅうじ）。
- 宗祖　弘法大師空海

## 宗紋
- 裏八重菊

## 寺格（順不同）
- 大本山 勧修寺（京都市山科区）
- 別格本山 田福寺（和歌山市）
- 準別格本山
- 一般寺院
- 教会

## 沿革
真言宗山階派の歴史は勧修寺の開創に始まる。勧修寺は醍醐天皇国母藤原胤子の発願により、外戚宮道氏の邸宅を伽藍として、承俊を開山として建立された。905年（延喜5年）には定額寺、年分度者を置くことを許されて、真言宗・三論宗の修学・修行道場として知られていた。918年（延喜18年）には、勧修寺に長吏（住職・門跡の通称）を置いて済高が長吏に任じられたころから、勧修寺が隆盛を極める契機となった。皇室の保護を受け、また、真言宗事相に通じた名僧を輩出した。勧修寺7世寛信が勧修寺を本拠として勧修寺流を開いた。
鎌倉時代末期には、後伏見天皇第7皇子寛胤法親王が勧修寺に入寺して15世長吏（門跡）に就任以降は、明治維新までは、代々の長吏には、皇室より親王を迎えて、宮門跡が補されていた。32世済範法親王（複飾して山階宮晃親王）が最後の宮門跡となった。
室町時代、1470年（文明2年）には、兵火により伽藍を焼失。後に復興を果たした。しかし、豊臣秀吉の命令を拒否したため、寺領300石に減封された。さらに伏見城築城のために境内地に新たに道路を建設され、山の破壊、諸堂移転、氷室池を埋め立てられるに至った。
江戸時代、寛永年間には、朝廷より御所の建物の下賜があり、これ以降、伽藍の再建が本格的に始まった。1682年（天和2年）、霊元天皇第1皇子済深親王が29世門跡に補され、寺領は1012石に加増し、経済的な基盤も確立した。
明治時代に入り、明治政府の宗教政策により、他の真言宗宗派と1879年（明治12年）に合同し、東寺の傘下に入って定額寺となる。1986年（明治19年）、長者候補寺院に選出、事相本山となった。
1901年（明治34年）、真言宗古義派の四派聨合に際しては東寺とともに参画したが、1907年（明治40年）、勧修寺を本山とする真言宗山階派として独立する。
1941年（昭和16年）3月、古義真言宗・新義真言宗系の宗派が政府の政策によって合同し、大真言宗が成立する。
戦後1952年（昭和27年）に独立し、真言宗山階派となり、現在に至っている。

## 勧修寺長吏歴代
1. 承俊
2. 済高
3. 貞誉
4. 遍覚
5. 雅慶
6. 済信
7. 深覚
8. 信覚
9. 厳覚
10. 寛信
11. 雅宝
12. 成宝
13. 聖基
14. 道宝
15. 勝信
16. 道淳
17. 信忠
18. 教寛
19. 寛胤法親王
20. 尊信法親王
21. 興信法親王
22. 尊興法親王
23. 興胤
24. 尊聖
25. 教尊
26. 恒弘法親王
27. 常信法親王
28. 海覚法親王
29. 寛欽法親王
30. 聖信
31. 寛海
32. 寛俊
33. 済深法親王
34. 尊孝法親王
35. 寛宝法親王
36. 済範法親王
37. 渡辺雲照
38. 別所栄厳
39. 菅覚阿
40. 鼎龍暁
41. 釈内海寂
42. 長宥匡
43. 和田大圓
44. 田村智範
45. 密門快範
46. 鷲尾光遍
47. 筑波常遍

## 宗務組織
- 管長（勧修寺門跡が就任。）
- 宗務所（勧修寺内に設置）
- 宗議会（公選議員7名・特選議員4名（計11名）で構成。任期4年。）
  - 開催時期（年度末に開催）
- 地方宗務（宗務所で対応）

## 僧階・僧籍
- 僧階（全15級）
  - 1級 大僧正
  - 2級 権大僧正
  - 3級 中僧正
  - 4級 権中僧正
  - 5級 少僧正
  - 6級 権小僧正
  - 7級 大僧都
  - 8級 権大僧都
  - 9級 中僧都
  - 10級 権中僧都
  - 11級 少僧都
  - 12級 権小僧都
  - 13級 大律師
  - 14級 律師
  - 15級 権律師
- 権大僧都（種智院大学卒業者）
- 住職（得度と度牒を受け、四度加行の後、伝法灌頂に入壇。練行を行った者。）

## 年中行事
- 1月1日　修正会
- 2月  節分会
- 3月  御影供・彼岸会
- 6月　宗祖弘法大師降誕会
- 8月　盂蘭盆会

## 教育機関
- 勧修寺事相研究所
- 勧山学院
- 種智院大学（協同経営）
- 洛南高等学校・附属中学校（協同経営）

## 施設
- 勧山学院山階文庫
- 近畿身体障害者補導所

## 教義
古義真言宗の教義に準じる。